# Yekooche
Yekooche (Yekoochet'en, Yekooche First Nation; prije poznati kao Portage Band) /"Ye Koo", označava Cunningham Lake i "Che" oznaka za Nankut Creek./ Banda Carrier Indijanaca iz unutrašnjosti Britanske Kolumbije, sjeverozapadno od Prince Georgea, uz zapadnu obalu jezera Stuart Lake, sada na tamošnjem rezervatu Ye Koo Che Indian Reserve#3, (205; 2005). Banda Yacutcee 1959., zajedno s bandama Pinachi, Tache, Grand Rapids i Trembleur, ulaze u savez poznat kao Stuart-Trembleur Lake, iz koje su se 1994 odvojili pod imenom Yekooche ili Yekoochet'en. 
Populacija im je iznosila 214 (2008.) uglavnom na rezervatu Ye Koo Che Indian Reserve #3, ostali na Nan Tl' At 13, Ucausley 16 i Ye Koos Lee 11.

## Vanjske poveznice
- Yekooche First Nation  Arhivirana inačica izvorne stranice od 4. svibnja 2010. (Wayback Machine)